# Комсомольское сельское поселение (Белгородская область)
Комсомо́льское се́льское поселе́ние — муниципальное образование Белгородского района Белгородской области России.
Административный центр — посёлок Комсомольский.

## История
Комсомольское сельское поселение образовано 20 декабря 2004 года в соответствии с Законом Белгородской области № 159.

## Население
| 2010  | 2011  | 2012  | 2013  | 2014  | 2015  | 2016  | 2017  | 2018  |
| ----- | ----- | ----- | ----- | ----- | ----- | ----- | ----- | ----- |
| 2294  | ↗2296 | ↗2300 | ↗2313 | ↘2254 | ↗2263 | ↗2264 | ↗2291 | ↗2353 |
| 2019  | 2020  | 2021  |       |       |       |       |       |       |
| ↗2467 | ↗2533 | ↗4492 |       |       |       |       |       |       |

## Состав сельского поселения
| № | Населённый пункт | Тип населённого пункта          | Население |
| - | ---------------- | ------------------------------- | --------- |
| 1 | Комсомольский    | посёлок, административный центр | ↗4379     |
| 2 | Красное          | село                            | ↗113      |